# Maria das Graças Lapa Wanderley
Maria das Graças Lapa Wanderley (1947) es una botánica, curadora, y profesora brasileña.
En 1969, obtuvo una licenciatura en Ciencias Biológicas, por la Universidad Federal de Pernambuco, la maestría en Botánica por la Universidad de São Paulo, en 1984; y, el doctorado en Ciencias Biológicas (Botánica) por la misma casa de altos estudios, en 1992.
Es investigadora del Instituto de Botánica de São Paulo, donde desarrolla investigaciones desde 1976. Ha sido por tres mandatos Directora de la División de Fitotaxonomía. Fue Jefa de la Sección Curaduría del Herbario SP en los años 80, durante unos seis años. Actúa, desde 1996, como coordinadora de la Flora de Fanerógamas Proyecto del Estado de São Paulo. Es especialista en taxonomía de pastos marinos, y en sistemática y filogenia de Xyridaceae y Bromeliaceae.

## Algunas publicaciones
- márcia Goetze, rafael b. Louzada, maria das graças Lapa Wanderley, lívia moura de Souza. 2013. Development of microsatellite markers for genetic diversity analysis of Aechmea caudata (Bromeliaceae) and cross-species amplification in other bromeliads. Biochemical Systematics and Ecology 48: 194-198

### Libros
- maria das graças Lapa Wanderley, george john Shepherd, ana maria Giulietti. 2003. Flora fanerogâmica do Estado de São Paulo. Ed. FAPESP. 367 pp. ISBN 8586552984

### Capítulos de libros
- maria das graças Wanderley, rosângela capuano Tardivo. 2007. Família Bromeliaceae. En: Maria das Graças L. Wanderley. (org.). Flora Faneogâmica do Estado de São Paulo. São Paulo: Fapesp
- 2005. Alstroemeriaceae. En: Wanderley, m.g.; Shepherd, g.j.; Melhem, t.s.; Giulietti, a.m. (orgs.) Flora Fanerogâmica do Estado de São Paulo. 1ª ed. São Paulo, vol. 4: 238-244

### Editora
- 1992 - 1994: periódico: Acta Botanica Brasilica[1]
- 2012 - sigue: periódico: Acta Amazónica[1]